# Aaron Allston
Aaron Allston (8 de diciembre de 1960 - 27 de febrero de 2014) fue un diseñador de juegos estadounidense y autor de muchos libros de ciencia ficción, sobre todo novelas de Star Wars. Sus trabajos como diseñador de juegos incluyen suplementos de juego para los juegos de rol, varios de los que sirvió para sentar las bases de los productos y el desarrollo posterior de Dungeons & Dragons de TSR, que ajustó el juego Mystara. Sus obras posteriores como novelista incluyen los de la serie X-Wing: Wraith Squadron, Iron Fist, Solo Command, Starfighters of Adumar. También escribió dos entradas en la serie La Nueva Orden Jedi: Enemy Lines I: Rebel Dream, y Enemy Lines II: Rebel Stand. Allston escribió tres de los nueve novelas de Legacy of the Force: Betrayal, Exile, y Fury, y tres de los nueve Fate of the Jedi novels: Outcast, Backlash y Conviction.
El 27 de febrero de 2014, Allston colapsó durante una aparición en VisionCon en Springfield, Misuri, al parecer, de un fallo cardíaco masivo. Murió ese mismo día a la edad de 53 años.